# (179647) Stuartrobbins
(179647) Stuartrobbins est un astéroïde de la ceinture principale.

## Description
(179647) Stuartrobbins est un astéroïde de la ceinture principale. Il fut découvert le 10 août 2002 à Cerro Tololo par Marc William Buie. Il présente une orbite caractérisée par un demi-grand axe de 2,44 UA, une excentricité de 0,18 et une inclinaison de 1,2° par rapport à l'écliptique.